# Lyneham (Oxfordshire)
Lyneham – wieś w Anglii, w hrabstwie Oxfordshire, w dystrykcie West Oxfordshire. Leży 28 km na północny zachód od Oksfordu i 110 km na zachód od Londynu. W 2001 miejscowość liczyła 184 mieszkańców.